# Johann Friedrich Agricola
Johann Friedrich Agricola (* 4. Januar 1720 in Dobitschen; † 2. Dezember 1774 in Berlin) war ein deutscher Musiker, Komponist und Musikschriftsteller.

## Biographie
Sein Vater, Johann Christoph Agricola, war „Fürstlich Altenburgischer und Freiherrlicher Bachofenischer Kammeragent und Gerichtsdirektor“ in Dobitschen, und selbst ein begabter Klavier- und Orgelspieler. Die Mutter, Maria Magdalena, geborene Manken war eine nahe Verwandte von Georg Friedrich Händel. Den Grundstein seiner musikalischen Bildung legte zwischen 1725 und 1738 der Dobitschener Schulmeister Johann Paul Martini.
Im Jahre 1738 nahm Johann Friedrich 18-jährig ein Jurastudium an der Universität Leipzig auf. Zudem nahm er bis 1741 Klavier-, Orgel- und Kompositionsunterricht bei Johann Sebastian Bach, unter dessen Leitung er Cembalo  bei Kirchenmusiken und im „Collegio musico“ spielte. Nach Beendigung seiner Ausbildung in Leipzig ging Johann Friedrich Agricola nach Berlin, wo er Kontakt zu Johann Joachim Quantz, dem Hofkomponisten Friedrichs II., und Carl Philipp Emanuel Bach, dem Kammercembalisten des Königs, fand.
Nach einer vergeblichen Bewerbung um die Nachfolge Gottfried Heinrich Stölzels in Gotha zu Beginn des Jahres 1750 wurde Agricola im Mai 1751 zum Kammermusiker und Hofkomponisten Friedrichs II. ernannt. Hier komponierte er u. a. das Intermezzo Il filosofo convinto in amore. In seiner Position war er nicht nur für die Komposition neuer Stücke und die Veranstaltung von Privatkonzerten zuständig, sondern betätigte sich auch als Dirigent, Sänger, Gutachter, Übersetzer, Rezensent, Musikschriftsteller und Musiklehrer.
Die Hochzeit mit der italienischen Sängerin Emilia Molteni (* 1722 in Modena; † 1780 in Berlin) von der Italienischen Oper zu Berlin fand ebenfalls im Jahre 1751 statt.

## Werk
Die Kompositionen Johann Friedrich Agricolas (hauptsächlich Vokalwerke wie Oratorien, Kantaten, Lieder und Opern) zeigen deutlich den Einfluss Johann Adolph Hasses und Carl Heinrich Grauns. Als Komponist von Liedern ist Agricola ein typischer Vertreter der Ersten Berliner Liederschule mit ihrer Bevorzugung anakreontischer Dichtung.
1754 war Agricola Coautor des ersten Nekrologs auf Johann Sebastian Bach.
Mehr denn als Komponist oder als Sänger – bei Kirchenkonzerten sang er gelegentlich neben seiner Frau die Bass-Solopartien – hat sich Agricola als Organist und Musiktheoretiker einen Namen gemacht; als letzterer schrieb er gelegentlich unter dem Pseudonym „Olibrio“. Sein Hauptwerk ist die Bearbeitung von Pier Francesco Tosis Opinioni de’ cantori antichi, e moderni o sieno osservazioni sopra il canto figurato („Anleitung zur Singkunst“, Berlin 1757), die er mit eigenen Erläuterungen und Kommentar ergänzte.
1767 erschien eine von Agricola verfasste umfangreiche Biographie Johann Georg Pisendels. Johann Carl Friedrich Rellstab, einer seiner Schüler, würdigte ihn in seiner Schrift Über die Bemerkungen eines Reisenden die Berlinischen Kirchenmusiken, Conzerte, Oper, und Kammermusik betreffend als einen „… fleißigen, arbeitsamen, kritischen, aber nicht talentvollen Mann“.

### Bühnenwerke
- Il filosofo convinto in amore, Divertissement in drei Akten. Uraufführung: Herbst 1750 Potsdam RISM ID: 200017574
- La ricamatrice divenuta dama, Intermezzo (1. November 1751 Potsdam)
- Il re pastore, Oper 3 Akte. Libretto: Leopoldo de Villati. Uraufführung: 9. Oktober 1752 Berlin, verschollen[6]
- La citadella ingannata, Oper. Uraufführung: 1752 Antwerpen
- Cleofide, Opera seria 3 Akte. Libretto: Pietro Metastasio Alessandro nell’Indie. Uraufführung: Karneval 1754 Berlin
- La nobilità delusa, Dramma giocoso 3 Akte. Uraufführung: 1754 Charlottenburg
- Il tempio d’amore, Festa teatrale. Libretto: Giovanni Pietro Tagliazucchi, nach Friedrich II. Uraufführung: 30. September 1755 Charlottenburg, zur Vermählung von Prinz Ferdinand von Preußen mit Prinzessin Anna Elisabeth von Schwedt
- Psyche, Oper 3 Akte. Uraufführung: 1756 Berlin
- Die Sendung des Heiligen Geistes durch den aufgefahrnen Erlöser, Oratorium (Pfingstkantate). Komponiert 1757. Am 29. Mai 1857 in der Berliner Petrikirche aufgeführt
- Kantate auf den Sieg von Zorndorf, aufgeführt am 3. September 1757 in der Berliner Petrikirche
- Die Hirten bei der Krippe zu Bethlehem, Oratorium für 4 Singstimmen, Chor und Solo, mit Orchester und Orgel. Zusammen mit: Johann Joachim Quantz. Libretto: Karl Wilhelm Ramler. Uraufführung: 25. Dezember 1757 Berlin
- Die Auferstehung und Himmelfahrt Jesu, Oratorium. Libretto: Karl Wilhelm Ramler. 25. Dezember 1757 Berlin
- Der 21. Psalm: „Der König jauchzt“, Partitur, Berlin, Winter 1758
- Trauerkantate auf den Tod der Königin-Mutter Sophie Dorothea Friedrichs II., aufgeführt am 27. August 1757 in der Berliner Petrikirche
- L'ippocondriaco overo L’uomo fantastico, Intermezzo 3 Teile. Uraufführung: 1763 Charlottenburg
- Achille in Sciro, Opera seria 3 Akte. Libretto: Pietro Metastasio. Uraufführung: 16. September 1765 Berlin, zur Vermählung des „Prinzen von Preußen“ [nachmals König Friedrich Wilhelm II., 1786–1797] mit Prinzessin Elisabeth von Braunschweig; neuzeitliche Erstaufführung 2024 am Theater Altenburg Gera
- Semiramis, Schauspiel 3 Akte von Voltaire. Uraufführung: 11. Juni 1767 Hamburg, verschollen
- Amor e Psiche, Opera seria 3 Akte. Libretto: Antonio Landi. Uraufführung: 5. Oktober 1767 Berlin, zur Vermählung der Prinzessin Wilhelmine von Preußen mit dem Erbstatthalter von Holland, verschollen
- Oreste e Pilade Opera seria 3 Akte. Libretto: Antonio Landi. Uraufführung: 24. März 1772 Berlin. Neufassung: I Greci in Tauri: März 1772 Potsdam

### Kirchenmusik
- Gelobet sei Gott und der Vater, Kantate für zwei Hörner, zwei Oboen, zwei Violinen, Viola, Sopran, Alt, Tenor und Bass, Violone und Basso continuo RISM ID: 806042560
- Nie zagt ein Christ, Kantate zum Sonntag Oculi für drei Singstimmen (Alt, Tenor, Bass), Chor, zwei Violinen, Viola, zwei Oboen, zwei Hörner, Posaune und Basso continuo RISM ID: 100921
- Singet fröhlich Gotte der unsre Stärke ist, Pfingstkantate für drei Clarini, Pauken, zwei Flöten, zwei Oboen, zwei Fagotte, zwei Violinen! Viola, vier Singstimmen und Orgel RISM ID: 702001710